# Lista țărilor insulare

Țări insulare

Această listă cuprinde toate țările insulare ale lumii. O țară insulară este o țară formată dintr-o insulă, un grup de insule sau o parte dintr-o insulă. Unele sunt doar parțial recunoscute. Geografic, Australia este considerată țară continentală, mai degrabă decât insulară. Cu toate acestea, în trecut, a fost considerat o țară insulară în scop turistic (printre altele) și este încă adesea menționată ca atare.

## Țări independente
| Nume                             | Configurație geografică                         | Situație geologică             | Suprafață (km²) |
| -------------------------------- | ----------------------------------------------- | ------------------------------ | --------------- |
| Antigua și Barbuda               | Două insule principale cu insule mai mici       | Platformă continentală         | 440             |
| Australia                        | Insulă principală cu insule mai mici            | Continentul australian         | 7.686.848       |
| Bahamas                          | Grup de mai multe insule                        | Platformă continentală         | 13.878          |
| Bahrain                          | Insulă principală cu insule mai mici            | Platformă continentală         | 750             |
| Barbados                         | Insulă principală cu insule mai mici            | Platformă continentală         | 430             |
| Brunei                           | Parte a unei insulă mai mare                    | Platformă continentală         | 5.765           |
| Capul Verde                      | Grup de mai multe insule                        | Oceanic                        | 4.033           |
| Republica Chineză                | Insulă principală cu insule mai mici            | Platformă continentală         | 36.188          |
| Cipru                            | Parte a unei insulă și insule mai mici          | Platformă continentală         | 9.251           |
| Ciprul de Nord                   | Parte a unei insulă și insule mai mici          | Platformă continentală         | 3.355           |
| Comore                           | Grup de mai multe insule                        | Oceanic                        | 2.235           |
| Cuba                             | Insulă principală cu insule mai mici            | Platformă continentală         | 110.861         |
| Dominica                         | Insulă principală cu insule mai mici            | Platformă continentală         | 754             |
| Republica Dominicană             | Parte a unei insulă mai mare și insule mai mici | Platformă continentală         | 48.442          |
| Fiji                             | Grup de mai multe insule                        | Oceanic                        | 18.274          |
| Filipine                         | Grup de mai multe insule                        | Platformă continentală         | 300.000         |
| Grenada                          | Insulă principală cu insule mai mici            | Platformă continentală         | 344             |
| Haiti                            | Parte a unei insulă                             | Platformă continentală         | 27.750          |
| Indonezia                        | Grup de mai multe insule                        | Pe două platforme continentale | 1.919.440       |
| Irlanda                          | Parte a unei insulă                             | Platformă continentală         | 70.273          |
| Islanda                          | Insulă principală cu insule mai mici            | Oceanic                        | 103.000         |
| Jamaica                          | Insulă principală cu insule mai mici            | Platformă continentală         | 10.991          |
| Japonia                          | Grup de mai multe insule                        | Platformă continentală         | 377.873         |
| Kiribati                         | Grup de mai multe insule                        | Oceanic                        | 811             |
| Madagascar                       | Insulă principală cu insule mai mici            | Oceanic                        | 587.041         |
| Maldive                          | Grup de mai multe insule                        | Oceanic                        | 298             |
| Malta                            | Insulă principală cu insule mai mici            | Platformă continentală         | 316             |
| Insulele Marshall                | Grup de mai multe insule                        | Oceanic                        | 181             |
| Mauritius                        | Grup de mai multe insule                        | Oceanic                        | 2.040           |
| Statele Federate ale Microneziei | Grup de mai multe insule                        | Oceanic                        | 702             |
| Nauru                            | Insulă singulară                                | Oceanic                        | 21              |
| Noua Zeelandă                    | Două insule principale cu insule mai mici       | Platformă continentală         | 268.680         |
| Palau                            | Grup de mai multe insule                        | Oceanic                        | 459             |
| Papua Noua Guinee                | Parte a unei insulă și insule mai mici          | Platformă continentală         | 462.840         |
| Regatul Unit                     | Insulă principală cu insule mai mici            | Platformă continentală         | 244.820         |
| Samoa                            | Grup de mai multe insule                        | Oceanic                        | 2.831           |
| São Tomé and Príncipe            | Două insule principale cu insule mai mici       | Platformă continentală         | 1.001           |
| Seychelles                       | Grup de mai multe insule                        | Oceanic                        | 455             |
| Sfânta Lucia                     | Insulă principală cu insule mai mici            | Platformă continentală         | 616             |
| Sfântul Cristofor și Nevis       | Două insule principale cu insule mai mici       | Platformă continentală         | 261             |
| Sfântul Vicențiu și Grenadine    | Insulă principală cu insule mai mici            | Platformă continentală         | 389             |
| Singapore                        | Insulă principală cu insule mai mici            | Platformă continentală         | 694             |
| Insulele Solomon                 | Grup de mai multe insule                        | Oceanic                        | 28.400          |
| Sri Lanka                        | Insulă principală cu insule mai mici            | Platformă continentală         | 65.610          |
| Timorul de Est                   | Parte a unei insulă mai mare și insule mai mici | Platformă continentală         | 14.874          |
| Tonga                            | Grup de mai multe insule                        | Oceanic                        | 748             |
| Trinidad-Tobago                  | Două insule principale cu insule mai mici       | Platformă continentală         | 5.131           |
| Tuvalu                           | Grup de mai multe insule                        | Oceanic                        | 26              |
| Vanuatu                          | Grup de mai multe insule                        | Oceanic                        | 12.190          |

## Dependente
| Nume                                        | Configurație geografică                   | Situație geologică     | Țară                       |
| ------------------------------------------- | ----------------------------------------- | ---------------------- | -------------------------- |
| Insulele Åland                              | Grup de mai multe insule                  | Platformă continentală | Finlanda                   |
| Alderney                                    | Insulă singulară                          | Platformă continentală | Guernsey ()                |
| Anguilla                                    | Insulă principală cu insule mai mici      | Platformă continentală | Regatul Unit               |
| Aruba                                       | Insulă singulară                          | Platformă continentală | Țările de Jos              |
| Insulele Ashmore și Cartier                 |                                           | Platformă continentală | Australia                  |
| Insula Baker                                | Insulă singulară                          | Oceanic                | Statele Unite ale Americii |
| Bermuda                                     | Insulă principală cu insule mai mici      | Oceanic                | Regatul Unit               |
| Insula Bouvet                               | Insulă singulară                          | Oceanic                | Norvegia                   |
| Insulele Cayman                             | Grup de mai multe insule                  | Platformă continentală | Regatul Unit               |
| Insulele Cocos                              | Două insule principale cu insule mai mici | Oceanic                | Australia                  |
| Insulele Cook                               | Grup de mai multe insule                  | Oceanic                | Noua Zeelandă              |
| Insulele Mării de Coral                     | Grup de mai multe insule                  | Platformă continentală | Australia                  |
| Insula Crăciunului                          | Insulă principală cu insule mai mici      |                        | Australia                  |
| Curaçao                                     | Insulă singulară                          | Platformă continentală | Țările de Jos              |
| Insulele Falkland                           | Două insule principale cu insule mai mici | Platformă continentală | Regatul Unit               |
| Insulele Feroe                              | Grup de mai multe insule                  |                        | Danemarca                  |
| Georgia de Sud și Insulele Sandwich de Sud  | Grup de mai multe insule                  | Oceanic                | Regatul Unit               |
| Groenlanda                                  | Insulă principală cu insule mai mici      | Platformă continentală | Danemarca                  |
| Guam                                        | Insulă singulară                          | Oceanic                | Statele Unite ale Americii |
| Guernsey                                    | Insulă principală cu insule mai mici      | Platformă continentală | Regatul Unit               |
| Insula Heard și Insulele McDonald           | Grup de mai multe insule                  | Platformă continentală | Australia                  |
| Insula Howland                              | Insulă singulară                          | Oceanic                | Statele Unite ale Americii |
| Insula Jarvis                               | Insulă singulară                          | Oceanic                | Statele Unite ale Americii |
| Jersey                                      | Insulă principală cu insule mai mici      | Platformă continentală | Regatul Unit               |
| Atolul Johnston                             | Insulă singulară                          | Oceanic                | Regatul Unit               |
| Reciful Kingman                             | Insulă singulară                          | Oceanic                | Statele Unite ale Americii |
| Insula Man                                  | Insulă singulară                          | Platformă continentală | Regatul Unit               |
| Comunitatea Insulelor Mariane de Nord       | Grup de mai multe insule                  | Oceanic                | Statele Unite ale Americii |
| Atolul Midway                               | Insulă singulară                          | Oceanic                | Statele Unite ale Americii |
| Montserrat                                  | Insulă principală cu insule mai mici      | Platformă continentală | Regatul Unit               |
| Insula Navassa                              | Insulă singulară                          | Platformă continentală | Statele Unite ale Americii |
| Noua Caledonie                              | Insulă principală cu insule mai mici      | Platformă continentală | Franța                     |
| Niue                                        | Insulă singulară                          | Oceanic                | Noua Zeelandă              |
| Insula Norfolk                              | Insulă principală cu insule mai mici      |                        | Australia                  |
| Insulele Pitcairn                           | Grup de mai multe insule                  | Oceanic                | Regatul Unit               |
| Polinezia Franceză                          | Grup de mai multe insule                  | Oceanic                | Franța                     |
| Puerto Rico                                 | Insulă principală cu insule mai mici      | Platformă continentală | Statele Unite ale Americii |
| Saba                                        | Insulă singulară                          | Platformă continentală | Țările de Jos              |
| Saint Barthélemy                            | Insulă principală cu insule mai mici      | Platformă continentală | Franța                     |
| Saint Martin                                | Parte a unei insulă și insule mai mici    | Platformă continentală | Franța                     |
| Saint Pierre și Miquelon                    | Două insule principale cu insule mai mici | Platformă continentală | Franța                     |
| Samoa Americană                             | Grup de mai multe insule                  | Oceanic                | Statele Unite ale Americii |
| Sark                                        | Insulă singulară                          | Platformă continentală | Guernsey ()                |
| Sint Eustatius                              | Insulă singulară                          | Platformă continentală | Țările de Jos              |
| Sint Maarten                                | Parte a unei insulă                       | Platformă continentală | Țările de Jos              |
| Sfânta Elena, Ascension și Tristan da Cunha | Grup de mai multe insule                  | Oceanic                | Regatul Unit               |
| Svalbard și Jan Mayen                       | Grup de mai multe insule                  |                        | Norvegia                   |
| Teritoriul Britanic din Oceanul Indian      | Grup de mai multe insule                  | Oceanic                | Regatul Unit               |
| Tokelau                                     | Grup de mai multe insule                  | Oceanic                | New Zealand                |
| Insulele Turks și Caicos                    | Grup de mai multe insule                  | Platformă continentală | United Kingdom             |
| Insulele Virgine Americane                  | Grup de mai multe insule                  | Platformă continentală | United States              |
| Insulele Virgine Britanice                  | Grup de mai multe insule                  | Platformă continentală | Regatul Unit               |
| Insula Wake                                 | Insulă singulară                          | Oceanic                | Statele Unite ale Americii |
| Wallis și Futuna                            | Două insule principale cu insule mai mici | Oceanic                | France                     |